# Jacques Drouin
Jacques Drouin (28 de maig de 1943 – 28 d'agost de 2021) va ser un animador i director canadenc més conegut per la seva animació de pantalla d'agulles.

## Biografia
Jacques Drouin va néixer a Mont-Joli, Quebec. Va estudiar a l'École des Beaux-Arts de Montréal durant diversos anys abans de marxar a estudiar cinema a la UCLA a Califòrnia.
Va conèixer per primera vegada la pantalla d'agulles en una exposició d'animació l'any 1967. A principis de la dècada de 1970, va ser aprenent a la National Film Board of Canada i va experimentar amb aquesta forma única d'animació. La seva primera pel·lícula, Trois exercices sur l'écran d'épingles d'Alexeieff, es va estrenar el 1974.
Fins a la seva mort, Jacques Drouin va continuar fent pel·lícules d'animació de pantalla d'agulles per al National Film Board of Canada, un dels únics animadors del món que encara utilitza aquest procés difícil però gratificant. Alguns dels seus curtmetratges estan disponibles a les col·leccions de DVD de l'NFB, i alguns estan disponibles en línia. La seva pel·lícula, A Hunting Lesson, es va incloure a l'Animation Show of Shows.

## Filmografia
- 1974 : Trois exercices sur l'écran d'épingles d'Alexeïeff
- 1976 : Le Paysagiste
- 1976 : Spaghettata
- 1979 : La Belle Ouvrage
- 1979 : Música anunciadora de la Semaine du cinéma québécois
- 1986 : L'Heure des anges (codirigida amb Břetislav Pojar)
- 1988 : Música anunciadora dels 25 anys de la Cinémathèque québécoise
- 1990 : Música anunciadora del Festival de Cinema Internacional d'Animació d'Ottawa
- 1994 : Ex-Enfant
- 2002 : Une leçon de chasse
- 2003 : Jours d'hiver (pel·lícula col·lectiva coordinada per Kihachirō Kawamoto)
- 2004 : Empreintes

## Premis
- 1976 – Premi Especial del Jurat del Festival de Cinema Internacional d'Animació d'Ottawa per Le Paysagiste